# Oberliga Sud
L’Oberliga Sud (en allemand : Oberliga Süd) fut une ligue allemande de football organisée entre 1947 et 1963. Cette compétition eut la valeur d’une Division 1 puisque annuellement son vainqueur et son vice-champion disputèrent le titre national lors d’une phase finale regroupant les qualifiés des quatre autres Oberligen.
L’Oberliga Sud fut créée lors de la réorganisation des compétitions, peu après la fin de la Seconde Guerre mondiale. Cette ligue succéda à la ligue qui fut la première compétition à reprendre sur le territoire allemand dès le mois de novembre 1945: la Fussball Oberliga Süd et qui connut deux saisons: "Fussball Oberliga Süd 45-46" et "Fussball Oberliga Süd 46-47".
L’Oberliga Sud concerna les clubs situés dans le Bade-Wurtemberg, la Bavière et la Hesse, donc ceux affiliés à la Süddeutscher Fußball-Verband (SFV). À noter, cependant, qu'entre 1945 et 1950, la partie Sud du Bade-Wurtemberg (le Südbaden et le Württemberg-Hohenzollern) fut une partie de la Zone d’occupation française. Les clubs de cette région furent d'abord placés dans l’Oberliga Sud-Ouest et ne furent reversés dans la "zone Sud" qu’après 1950.

## Généralités
L’Oberliga Sud fut celle qui couvrit le plus vaste territoire géographique. Elle fut aussi celle qui, durant son existence, désigna le plus de champions différents (7). Parmi ceux-ci, le 1. FC Nürnberg et le Karlsruher SC avec respectivement 5 et 3 titres se mirent le plus en évidence. À noter que le Karlsruher SC joua sous trois appellations successives. Appelé VfB Mühlburg à l’origine, il fusionna en 1952 avec le SV Phönix Karslsuhe et joua sous la dénomination de KSC Mühlburg-Phönix, l’année suivante. En 1953, il adopta le nom qui est encore le sien de nos jours.
Deux équipes de la partie Sud du Bade-Wurtemberg, le SSV Reutlingen 05 et le FC Singen 04 qui avaient déjà joué en Oberliga Sud-Ouest précédemment, participèrent à l’Oberliga Sud. Reutligen 05 effectua des prestations très variables. Descendant lors de sa première apparition en 1951, il termina vice-champion derrière les Kickers Offenbach après sa remontée en 1954-1955; mais fut relégué la saison suivante. Le club rejoua ensuite les sept dernières saisons de la ligue à partir de 1957.
Lors de la création de la Bundesliga en 1963, l’Oberliga Sud disparut. Cinq de ses clubs entrèrent parmi la nouvelle élite: le 1. FC Nürnberg, l’Eintracht Frankfurt, le Karlsruher SC, le VfB Stuttgart et le TSV 1860 München. Celui-ci grâce au titre conquis lors de la dernière saison 1962-1963.
Le FC Bayern München, qui ne fut jamais sacré en Oberliga Sud et qui en avait été relégué pour une saison en 1955, ne fut donc pas retenu pour la Bundesliga malgré sa 3e place en 1963. 
Les autres équipes rejoignirent une série nouvellement créée: la "Regionalliga Sud".

## Fondateurs de l’Oberliga Sud (1947-1963)
Ci-dessous, les 20 clubs fondateurs de l’Oberliga Sud-Ouest, listés par ordre alphabétique de leur localité.
- SV Viktoria Aschaffenburg
- TSV Schwaben Augsburg
- SG Eintracht Frankfurt
- FSV Frankfurt
- Rot-Weiß Frankfurt
- SpVgg Fürth
- VfB Mühlburg
- VfR Mannheim
- SV Waldhof Mannheim
- VfL Neckarau
- FC Bayern München
- TSV 1860 Mûnchen
- FC Wacker München
- 1. FC Nürnberg
- Offenbacher FC Kickers
- 1. FC Schweinfurt 05
- SV Stuttgarter Kickers
- Sportfreunde Stuttgart
- VfB Stuttgart
- TSG Ulm 1846

## Classements dans l’Oberliga Sud (1947-1963)
| Clubs                     | 1948 | 1949 | 1950 | 1951 | 1952 | 1953 | 1954 | 1955 | 1956 | 1957 | 1958 | 1959 | 1960 | 1961 | 1962 | 1963 |
| ------------------------- | ---- | ---- | ---- | ---- | ---- | ---- | ---- | ---- | ---- | ---- | ---- | ---- | ---- | ---- | ---- | ---- |
| 1. FC Nürnberg            | 1    | 11   | 8    | 1    | 2    | 8    | 4    | 9    | 7    | 1    | 2    | 3    | 6    | 1    | 1    | 2    |
| Mühlburg/Karlsruher SC 1  | 14   | 9    | 7    | 3    | 9    | 4    | 5    | 5    | 1    | 3    | 1    | 9    | 1    | 3    | 9    | 5    |
| Offenbacher FC Kickers    | 9    | 1    | 3    | 10   | 3    | 6    | 3    | 1    | 4    | 2    | 5    | 2    | 2    | 4    | 4    | 7    |
| VfB Stuttgart             | 5    | 6    | 2    | 4    | 1    | 2    | 1    | 13   | 2    | 4    | 9    | 5    | 7    | 7    | 5    | 6    |
| SG Eintracht Frankfurt    | 10   | 13   | 14   | 8    | 4    | 1    | 2    | 4    | 6    | 5    | 3    | 1    | 3    | 2    | 2    | 4    |
| VfR Mannheim              | 8    | 2    | 4    | 12   | 5    | 13   | 10   | 10   | 3    | 7    | 10   | 8    | 10   | 9    | 10   | 12   |
| 1. FC Schweinfurt 05      | 13   | 10   | 12   | 7    | 14   | 5    | 8    | 3    | 8    | 12   | 8    | 10   | 12   | 14   | 14   | 11   |
| SpVgg Fürth               | 15   |      | 1    | 2    | 6    | 3    | 11   | 11   | 13   | 6    | 4    | 7    | 11   | 11   | 12   | 9    |
| FC Bayern München         | 4    | 3    | 13   | 9    | 8    | 7    | 9    | 16   |      | 10   | 7    | 4    | 5    | 8    | 3    | 3    |
| FSV Frankfurt             | 7    | 12   | 5    | 5    | 7    | 12   | 7    | 6    | 9    | 11   | 13   | 11   | 9    | 12   | 15   |      |
| TSV 1860 München          | 2    | 4    | 9    | 6    | 13   | 15   |      |      | 16   |      | 6    | 6    | 4    | 6    | 7    | 1    |
| BC Augsburg               |      | 14   | 10   | 16   |      | 11   | 12   | 7    | 11   | 13   | 12   | 15   |      |      | 11   | 16   |
| SV Stuttgarter Kickers    | 3    | 8    | 16   |      | 12   | 14   | 14   | 12   | 14   | 14   | 16   |      | 16   |      |      |      |
| SV Waldhof Mannheim 07    | 6    | 5    | 6    | 14   | 10   | 9    | 15   |      |      |      |      | 16   |      | 13   | 16   |      |
| TSV Schwaben Augsburg     | 11   | 7    | 11   | 13   | 15   |      |      | 8    | 12   | 15   |      |      |      |      | 13   | 15   |
| SSV Reutlingen 05         |      |      |      | 18   |      |      |      | 2    | 15   |      | 14   | 12   | 8    | 5    | 8    | 14   |
| SV Viktoria Aschaffenburg | 17   |      |      |      | 11   | 10   | 16   |      | 5    | 8    | 11   | 14   | 15   |      |      |      |
| TSG Ulm 1846              | 12   | 15   |      |      |      | 16   |      |      |      |      |      | 13   | 14   | 15   |      | 8    |
| SSV Jahn Regensburg       |      |      | 15   |      |      |      | 6    | 14   | 10   | 9    | 15   |      |      | 16   |      |      |
| FC Bayern Hof 1910        |      |      |      |      |      |      |      |      |      |      |      |      | 13   | 10   | 6    | 13   |
| KSV Hessen Kassel         |      |      |      |      |      |      | 13   | 15   |      |      |      |      |      |      |      |      |
| VfL Neckarau              | 16   |      |      | 11   | 16   |      |      |      |      |      |      |      |      |      |      |      |
| Rot-Weiß Frankfurt        | 18   |      |      |      |      |      |      |      |      |      |      |      |      |      |      |      |
| FC Wacker München         | 19   |      |      |      |      |      |      |      |      |      |      |      |      |      |      |      |
| Sportfreunde Stuttgart    | 20   |      |      |      |      |      |      |      |      |      |      |      |      |      |      |      |
| 1. FC Rödelheim           |      | 16   |      |      |      |      |      |      |      |      |      |      |      |      |      |      |
| SV Darmstadt 98           |      |      |      | 15   |      |      |      |      |      |      |      |      |      |      |      |      |
| FC Singen 04              |      |      |      | 17   |      |      |      |      |      |      |      |      |      |      |      |      |
| Freiburger FC             |      |      |      |      |      |      |      |      |      | 16   |      |      |      |      |      |      |

1 En 1952, le VfB Mülhburg fusionna avec le SV Phönix Karlsruhe et joua une saison sous la dénomination de KSC Phönix-Karlsruhe, ensuite, il prit le nom de Karlsruher SC en 1953

## Désignations pour la Bundesliga
L'élection des équipes devant être les fondatrices de la Bundesliga se fit sur base d'une évaluation courant sur les 12 dernières saisons. Mais d'autres critères furent pris en compte...

### Déceptions et critiques
Dans la zone de la Süddeutscher Fußball-Verband (SFV), les désignations anticipées du 1. FC Nürnberg et du SG Eintracht Frankfurt furent critiquées au départ, mais s’avérèrent finalement assez logique. À l’époque, ces deux clubs avaient récemment remporté des titres nationaux, et dans le chef de Nuremberg s’était indiscutablement un grand nom du football allemand. 
La polémique se raviva lorsque le TSV 1860 München fut élu alors qu’à l’évaluation sur 12 saisons, il était classé derrière les Kickers Offenbach et son rival local du FC Bayern München. Mais Les "Löwens" (lions) avaient remporté l’Oberliga Süd 1962-1963 et donc décroché, selon les critères, une place directe vers la Bundesliga.
Les Kickers s’estimèrent terriblement lésés. Le club avait quasiment toujours terminé dans le tiers supérieur de l’Oberliga Süd et occupait une solide 5e place au classement de l’évaluation sur 12 saisons. Le magazine "Kicker" (dont le nom est n’a aucun rapport avec le club concerné) écrivit que "...aucune clé de triage ne s’opposait à l’entre des "Kickers Offenbach" dans la Bundesliga...".
À la suite de la non-élection d’Offenbach, certains parlèrent de complot. Une théorie qui a toujours court de nos jours auprès des supporters de ce club ! 
Les responsables du FC Bayern München protestèrent en argumentant que les résultats récents (3e en 1963) faisait de leur club un meilleur candidat que ceux finalement retenus (Karlsruher SC et VfB Stuttgart). 
La DFB répliqua que, en raison de l’élection de München 1860, il n’était pas bon ds’avoir deux clubs de la même ville et ajouta que le Bayern München n’avait pas un passé sportif…très riche. Dans les décennies qui suivent et jusqu’à nos jours, le "FC Bayern" prendra une solide revanche.

### Classement de l'évaluation sur 12 ans
Les clubs dont le nom et le total de points apparaissent en lettres grasses furent élus pour être fondateurs de la Bundesliga.
| Légende                     |                                                                           |
| Candidats                   | Liste des clubs candidats à l’élection pour la Bundesliga                 |
| Saisons                     | Liste des saisons concernées par la période d’évaluation                  |
| Régularité                  | Nombre de saisons passées en Oberliga.                                    |
| POINTS                      | Total des points accumulés durant la période d’évaluation.                |
| 1.                          | place obtenue en Oberliga pour la saison concernée.                       |
| X3, X4                      | place obtenue en phase finale du championnat lors de la saison concernée. |
| XTP                         | Élimination au Tour préliminaire de la phase finale du championnat        |
| XCh, XVC                    | Champion d’Allemagne de l’Ouest Vice-champion d’Allemagne de l’Ouest      |
| XP, XF                      | Vainqueur de la DFB-Pokal Finaliste de la DFB-Pokal                       |
| {\displaystyle \Downarrow } | se trouvait dans une ligue inférieure à l’Oberliga                        |

| Candidats              | Saisons                     | Saisons                     | Saisons                     | Saisons                     | Saisons                     | Saisons                     | Saisons                     | Saisons                     | Saisons                     | Saisons                     | Saisons                     | Saisons | Régularité | POINTS |
| Candidats              | 51/52                       | 52/53                       | 53/54                       | 54/55                       | 55/56                       | 56/57                       | 57/58                       | 58/59                       | 59/60                       | 60/61                       | 61/62                       | 62/63   | Régularité | POINTS |
| ---------------------- | --------------------------- | --------------------------- | --------------------------- | --------------------------- | --------------------------- | --------------------------- | --------------------------- | --------------------------- | --------------------------- | --------------------------- | --------------------------- | ------- | ---------- | ------ |
| 1. FC Nürnberg         | 2.2                         | 8.                          | 4.                          | 9.                          | 7.                          | 1.3                         | 2.2                         | 3.                          | 6.                          | 1.Ch                        | 1.P VC                      | 2.      | 12         | 447    |
|                        | 21                          | 9                           | 13                          | 8                           | 20                          | 36                          | 36                          | 28                          | 33                          | 76                          | 86                          | 45      | 36         | 447    |
| SG Eintracht Frankfurt | 4.                          | 1.2                         | 2.3                         | 4.                          | 6.                          | 5.                          | 3.                          | 1.Ch                        | 3.                          | 2.2                         | 2.2                         | 4.      | 12         | 420    |
|                        | 13                          | 22                          | 19                          | 13                          | 22                          | 24                          | 28                          | 60                          | 42                          | 51                          | 51                          | 39      | 36         | 420    |
| Karlsruher SC          | 9.                          | 4.                          | 5.                          | 5.P                         | 1.P VC                      | 3.                          | 1.2                         | 9.                          | 1.F 2                       | 3.                          | 9.                          | 5.      | 12         | 419    |
|                        | 8                           | 13                          | 12                          | 32                          | 70                          | 28                          | 38                          | 16                          | 64                          | 42                          | 24                          | 36      | 36         | 419    |
| VfB Stuttgart          | 1.Ch                        | 2.VC                        | 1.P 2                       | 13.                         | 2.3                         | 4.                          | 9.P                         | 5.                          | 7.                          | 7.                          | 5.                          | 6.      | 12         | 408    |
|                        | 44                          | 33                          | 42                          | 4                           | 34                          | 26                          | 36                          | 24                          | 30                          | 30                          | 36                          | 33      | 36         | 408    |
| Offenbacher FC Kickers | 3.                          | 6.                          | 3.                          | 1.3                         | 4.                          | 2.2                         | 5.                          | 2.VC                        | 2.                          | 4.                          | 4.                          | 7.      | 12         | 382    |
|                        | 14                          | 11                          | 14                          | 20                          | 26                          | 36                          | 24                          | 48                          | 45                          | 39                          | 39                          | 30      | 36         | 382    |
| FC Bayern München      | 8.                          | 7.                          | 9.                          | 16.                         | {\displaystyle \Downarrow } | 10.P                        | 7.                          | 4.                          | 5.                          | 8.                          | 3.                          | 3.      | 11         | 288    |
|                        | 9                           | 10                          | 8                           | 1                           | 0                           | 34                          | 20                          | 26                          | 36                          | 27                          | 42                          | 42      | 33         | 288    |
| TSV 1860 München       | 13.                         | 15.                         | {\displaystyle \Downarrow } | {\displaystyle \Downarrow } | 16.                         | {\displaystyle \Downarrow } | 6.                          | 6.                          | 4.                          | 6.                          | 7.                          | 1.      | 9          | 229    |
|                        | 4                           | 2                           | 0                           | 0                           | 2                           | 0                           | 22                          | 22                          | 39                          | 33                          | 30                          | 48      | 27         | 229    |
| VfR Mannheim           | 5.                          | 13.                         | 10.                         | 10.                         | 3.                          | 7.                          | 10.                         | 8.                          | 10.                         | 9.                          | 10.                         | 12.     | 12         | 227    |
|                        | 12                          | 4                           | 7                           | 7                           | 28                          | 20                          | 14                          | 18                          | 21                          | 24                          | 21                          | 15      | 36         | 227    |
| SpVgg Fürth            | 6.                          | 3.                          | 11.                         | 11.                         | 13.                         | 6.                          | 4.                          | 7.                          | 11.                         | 11.                         | 12.                         | 9.      | 12         | 224    |
|                        | 11                          | 14                          | 6                           | 6                           | 8                           | 22                          | 26                          | 20                          | 18                          | 18                          | 15                          | 24      | 36         | 224    |
| 1. FC Schweinfurt 05   | 14.                         | 5.                          | 8.                          | 3.                          | 8.                          | 12.                         | 8.                          | 10.                         | 12.                         | 14.                         | 14.                         | 11.     | 12         | 185    |
|                        | 3                           | 12                          | 9                           | 14                          | 18                          | 10                          | 18                          | 14                          | 15                          | 9                           | 9                           | 18      | 36         | 185    |
| FC Bayern Hof 1910     | {\displaystyle \Downarrow } | {\displaystyle \Downarrow } | {\displaystyle \Downarrow } | {\displaystyle \Downarrow } | {\displaystyle \Downarrow } | {\displaystyle \Downarrow } | {\displaystyle \Downarrow } | {\displaystyle \Downarrow } | 13.                         | 10.                         | 6.                          | 13.     | 4          | 90     |
|                        | 0                           | 0                           | 0                           | 0                           | 0                           | 0                           | 0                           | 0                           | 12                          | 21                          | 33                          | 12      | 12         | 90     |
| TSV Schwaben Augsburg  | 15.                         | {\displaystyle \Downarrow } | {\displaystyle \Downarrow } | 8.                          | 12.                         | 15.                         | {\displaystyle \Downarrow } | {\displaystyle \Downarrow } | {\displaystyle \Downarrow } | {\displaystyle \Downarrow } | 13.                         | 15.     | 6          | 61     |
|                        | 2                           | 0                           | 0                           | 9                           | 10                          | 4                           | 0                           | 0                           | 0                           | 0                           | 12                          | 6       | 18         | 61     |
| KSV Hessen Kassel      | {\displaystyle \Downarrow } | {\displaystyle \Downarrow } | 13.                         | 15.                         | {\displaystyle \Downarrow } | {\displaystyle \Downarrow } | {\displaystyle \Downarrow } | {\displaystyle \Downarrow } | {\displaystyle \Downarrow } | {\displaystyle \Downarrow } | {\displaystyle \Downarrow } | 10.     | 3          | 36     |
|                        | 0                           | 0                           | 4                           | 2                           | 0                           | 0                           | 0                           | 0                           | 0                           | 0                           | 0                           | 21      | 9          | 36     |